# Ordre Máximo Gómez
L'ordre Máximo Gómez (espagnol : Orden Máximo Gómez) est une décoration cubaine.

## Historique
La décoration est créée le 10 décembre 1979 et nommée en l'honneur du héros de la guerre d'indépendance, le général Máximo Gómez (1836-1905).

## Remise de l'ordre
L'ordre est divisé en deux degrés, décernés aux membres des Forces armées révolutionnaires en service actif, en réserve ou à la retraite, aux citoyens civils ou militaires des pays amis, pour mérites extraordinaires dans la défense de la patrie socialiste, pour s'être démarqué dans la direction d'opérations militaires majeures ou pour avoir dirigé avec brio les fronts ou les colonnes de l'Armée rebelle pendant la révolution cubaine,.